# Gerhard Rechberger
Gerhard Rechberger CanReg (* 10. Juli 1946 in Puchegg, Österreich) ist ein österreichischer römisch-katholischer Ordenspriester. Von 2000 bis 2019 war er Propst von Stift Vorau.

## Leben
Rechberger wurde als sechstes von acht Kindern einer Bergbauernfamilie in Puchegg bei Vorau geboren. Nach seiner Matura am Bischöflichen Seminar Graz trat er 1966 in das Noviziat von Stift Vorau ein. Die theologischen Studien absolvierte Rechberger an der Universität Innsbruck. Im Anschluss an die 1973 empfangene Priesterweihe wirkte er in den Pfarren von Wenigzell, Mönichwald und Vorau sowie als Seelsorger der Kirchlichen Pädagogischen Hochschule Graz. 1991 zum Stiftsdechanten gewählt, war er ab 1992 Pfarrer von Vorau, ab 1997 Dechant des Dekanates Vorau.
Am 15. Mai 2000 wählte der Konvent von Stift Vorau Rechberger zu ihrem Propst. Er folgte Rupert Kroisleitner nach, der das Stift seit 1970 leitete. Die Abtsbenediktion empfing er am 3. September 2000 durch den Diözesanbischof von Graz-Seckau, Johann Weber, in der Stiftskirche von Vorau. Rechberger emeritierte 2019 als Propst von Stift Vorau.

## Veröffentlichungen
- als Herausgeber: 850 Jahre Augustiner-Chorherrenstift Vorau. 1163–2013. Augustiner-Chorherrenstift Vorau, Vorau 2012.